# Megachile dampieri
Megachile dampieri är en biart som beskrevs av Cockerell 1907. Megachile dampieri ingår i släktet tapetserarbin, och familjen buksamlarbin. Inga underarter finns listade i Catalogue of Life.